# 2020シリーズ
2020シリーズ（フレフレシリーズ）とは、文房具メーカーPILOTが製造するシャープペンシルのシリーズ名。現在では「FURE FURE」の表記も存在する。海外では「The Shaker」の名前で生産されている。
1978年に初の振り子式シャープペンとして「ヤング2020」が発売。このモデルはその後30年近く製造され続けた。
このシリーズの内部パーツには、はりがねをネジ状に巻いたものと金属パイプのどちらかが内蔵されており、ペンを振るとこのパーツが「チャック」を押し出して芯が出てくるのが特徴。ほとんどの商品で通常のノックも使用可能。かつてはペアモデルとしてボールペンも存在しており、その場合は商品名から2020が削除されていた。

## 現在のラインナップ
※ドクターグリップなど、フレフレの名を冠さない振り子式ペンは割愛とする。
FURE FURE ME
2020年発売。振る時の動作音を低減・ストラップホール搭載・0.3mmモデルも販売といった特徴を持つ。グリップ部はラバーではないが、多面体カットを採用している。値段は200円。
フレフレオプト
2006年発売。色はメタル、ウッド、カーボン、ストーン、ストライプの5色。追加の5色は2009年2月。スターダスト・ラインメタル・ヘリンボーン・エナメルレザー・カットグラス。高い質感や10万回挟んでも壊れないクリップなどの特徴を持つ。グリップ部はラバーで、環境配慮商品となっている。値段は200円。

## 過去のラインナップ
ヤング2020
シリーズ第1弾。
1992年にラバーグリップとフレフレロック機構が搭載された同名の商品が登場したが、初代モデルより先に廃番となった。
2020ロッキー
1985年発売のものと、2002年発売のものがある。
フレフレスーパーグリップ
1997年発売。2000年にスクルトンカラーが追加され、2007年にはクリアカラーが追加された。シリーズ初のパイプスライド方式。
2020-GP
上記の前身モデル。
2020 ST
ステンレス製で、定価2000円。1000円のモデルも存在する。2000円のモデルは、ヤング2020と似たような形状となっている。
フレフレフラッグ
色種が豊富。軸に旗のマークが印刷されている。
2020えんぴつ
H-1585 2020機能付き
2020 ジムノ
2020　うるし
　２０２０シリーズの最上位モデル、金属製で軸はうるし調。定価３０００円
フレフレビートニック
2006年発売。当時の商品名は「ツープラスワンビートニック」だったが、2009年発売の2代目は「フレフレビートニック」となった。
多機能ペン初のフレフレ機能、壊れにくい金属製リフトクリップ、そして「ドクターグリップ テクノロジー」による握りやすい軸とシリコーンラバー搭載という多彩な特徴があったが、2016年に廃番となった。
フレフレコロネ、フレフレスプリンター
FURE FURE MEの前身モデルで、フレフレスーパーグリップの後継という位置付けにもなっていた。2020年廃番。
フレフレシェーカー
登場時はマットカラーでポンプのようなノックボタンが搭載されていたが、2000年代になってメタリックカラーになりノックボタンがシンプルな金属のものへとマイナーチェンジされた。2020年廃番。
フレフレスパーク
2003年発売。太めの軸と、グリップ部の独特なデザインが特徴。2021年廃番。
2020（2019年）
2019年発売。ただし実際は初期に販売されていた「2020 BLACK」と同じボディ・パーツを持つ。初代ヤング2020と似たフォルムをしているが、ガイドパイプスライド機構・金属クリップ・樹脂ボディといった差異がある。なお、この「2020」は2020年に向けて表したともしており、数年たった2022年に廃番となっている。